# Рейд Коссаковского
Рейд Коссаковского (пол. Rajd Kossakowskiego) — военная операция, проведенная летом 1771 года на территории Великого княжества Литовского силами повстанческого отряда конфедератов Шимона Коссаковского.
Самый зрелищный партизанский рейд во время борьбы конфедерации провел Шимон Марцин Коссаковский, которого после этого стали называть «литовским Пулавским». С целью воодушевить сторонников конфедерации и расширить регион движения Шимон Марцин Косаковский задумал рейд по территории, до того времени не охваченной восстанием и находившийся под полным контролем российских войск.
Коссаковский начал свой рейд 2 июня 1771 года в Вилькомире (совр. Укмерге), затем двинулся на Скимяны (совр. Скемонис) — Лынтупы — Кобыльники (совр. Нарочь) — Мядель — Ошмяны — Радошковичи — Заславль — Минск — Игумен (совр. Червень) — Жлобин — Стрешин. Преследуя Коссаковского, двигался отряд российских войск подполковника М. А. Хвабулова.
Сделав Стрешин на некоторое время базой своего отряда, разросшегося до 4000 человек, он послал команды в разные части восточной Белоруссии: в Быхов, в Мозырь, в Речицу и Гомель, — а сам с главным отрядом направился в Чечерск, Могилев, Шклов. Эти рейды выполняли свои задачи в течение полутора недель, а затем вернулись в Стрешин.
После того, как команды конфедератов собрались под Стрешином, Коссаковский со всем отрядом (дивизией) двинулся к Жлобину и Быхову, где выдержал серьезный бой с российскими войсками и прорвался в направлении Мстиславского воеводства. Вероятно, Коссаковский был единственным из конфедератов, кто перешел российскую границу, совершив набег на территорию Смоленской губернии, где «разграбил и сжег несколько деревень».
Таким образом, в течение четырех месяцев его отряд пересек все Великое княжество Литовское, дошел до границы с Российской империей, затем повернул назад и через Витебское, через Черею, и Полоцкое воеводства снова вошел в Виленское воеводство, переправился через реку Дисна и мимо Друи и Браслава пришёл в Паневеж. Во время рейда отряд Коссаковского провел шесть победоносных боёв, «напугал князя Бирона в Митаве и генерал-губернатора в Риге и вызвал тревогу во всем пограничье среди воинских начальников Опочки, Великих Лук и Смоленска».
Как правило, Коссаковский избегал долгого боя с преследовавшими его русскими колоннами, но разрушал мосты на их пути, мешал снабжению их провиантом и захватывал курьеров. Его отряд совершал напряженные марши, которые утомляли противника, вынуждая временно приостановить преследование.
В ходе рейда Коссаковский планомерно увеличивал свой отряд примерно до 4000 человек, вербуя в него даже «худшую шушеру» (дословно: «голоту»), захватывая подразделения и присоединяя местных конфедератов. По дороге его отряд грабил имущество сторонников России, сжигал их имения и подстрекал крестьян к бунтам.
В конце концов Коссаковский был вынужден покинуть Великое княжество и через Вилковишки, Кальварию, Гродно, северную Мазовию, Куявию, Калиш и Серадз прошел к лагерю Пулавского под Ченстоховой.
Важнейшим достижением рейда Коссаковского было создание или возобновление нескольких конфедераций в Великом княжестве Литовском, однако из-за поражения гетмана Михала Казимира Огинского при Столовичах 23 сентября 1771 года этот успех оказался недолгим.